# Max de Terra
Maximilian „Max“ de Terra (* 6. Oktober 1918 in Zürich; † 29. Dezember 1982 in Zollikon) war ein Schweizer Autorennfahrer.

## Karriere
Max de Terra war einer der Herrenfahrer, die sich in den späten 1940er und frühen 1950er Jahren regelmässig an Veranstaltungen des wieder erstandenen Motorsports beteiligten. Vorerst war er nur bei kleinen nationalen Bewerben in der Schweiz und bei Bergrennen am Start.
Nachdem er 1949 beim Grossen Preis von Bern auf einer Cisitalia den neunten Rang belegt hatte, startete er 1952 beim Grossen Preis der Schweiz auf einem Simca-Gordini Type 11, musste das Rennen nach einem Defekt am Magnetzünder aber früh beenden. 1953 fuhr er seinen zweiten und letzten Weltmeisterschaftslauf. Wieder in Bern pilotierte er diesmal einen Ferrari 166 der Ecurie Espadon seines Landsmannes Rudolf Fischer. De Terra kam zwar ins Ziel, hatte aber 14 Runden Rückstand auf den Sieger Alberto Ascari und wurde nicht klassiert.

## Statistik

### Statistik in der Automobil-Weltmeisterschaft

#### Gesamtübersicht
| Saison | Team           | Chassis         | Motor           | Rennen | Siege | Zweiter | Dritter | Poles | schn. Rennrunden | Punkte | WM-Pos. |
| ------ | -------------- | --------------- | --------------- | ------ | ----- | ------- | ------- | ----- | ---------------- | ------ | ------- |
| 1952   | Alfred Dattner | Gordini Type 11 | Gordini 1.5 L4  | 1      | −     | −       | −       | −     | −                | −      | NC      |
| 1953   | Ecurie Espadon | Ferrari 166C    | Ferrari 1.5 V12 | 1      | −     | −       | −       | −     | −                | −      | NC      |
| Gesamt | Gesamt         | Gesamt          | Gesamt          | 2      | −     | −       | −       | −     | −                | −      |         |

#### Einzelergebnisse
| Saison | 1 | 2 | 3 | 4 | 5 | 6 | 7 | 8 | 9 |
| ------ | - | - | - | - | - | - | - | - | - |
| 1952   |   |   |   |   |   |   |   |   |   |
| DNF    |   |   |   |   |   |   |   |   |   |
| 1953   |   |   |   |   |   |   |   |   |   |
|        |   |   |   |   |   |   | 8 |   |   |

| Legende  | Legende            | Legende                                                          |
| Farbe    | Abkürzung          | Bedeutung                                                        |
| -------- | ------------------ | ---------------------------------------------------------------- |
| Gold     | –                  | Sieg                                                             |
| Silber   | –                  | 2. Platz                                                         |
| Bronze   | –                  | 3. Platz                                                         |
| Grün     | –                  | Platzierung in den Punkten                                       |
| Blau     | –                  | Klassifiziert außerhalb der Punkteränge                          |
| Violett  | DNF                | Rennen nicht beendet (did not finish)                            |
| Violett  | NC                 | nicht klassifiziert (not classified)                             |
| Rot      | DNQ                | nicht qualifiziert (did not qualify)                             |
| Rot      | DNPQ               | in Vorqualifikation gescheitert (did not pre-qualify)            |
| Schwarz  | DSQ                | disqualifiziert (disqualified)                                   |
| Weiß     | DNS                | nicht am Start (did not start)                                   |
| Weiß     | WD                 | zurückgezogen (withdrawn)                                        |
| Hellblau | PO                 | nur am Training teilgenommen (practiced only)                    |
| Hellblau | TD                 | Freitags-Testfahrer (test driver)                                |
| ohne     | DNP                | nicht am Training teilgenommen (did not practice)                |
| ohne     | INJ                | verletzt oder krank (injured)                                    |
| ohne     | EX                 | ausgeschlossen (excluded)                                        |
| ohne     | DNA                | nicht erschienen (did not arrive)                                |
| ohne     | C                  | Rennen abgesagt (cancelled)                                      |
| ohne     | keine WM-Teilnahme |                                                                  |
| sonstige | P/fett             | Pole-Position                                                    |
| sonstige | 1/2/3/4/5/6/7/8    | Punktplatzierung im Sprint-/Qualifikationsrennen                 |
| sonstige | SR/kursiv          | Schnellste Rennrunde                                             |
| sonstige | *                  | nicht im Ziel, aufgrund der zurückgelegten Distanz aber gewertet |
| sonstige | ()                 | Streichresultate                                                 |
| sonstige | unterstrichen      | Führender in der Gesamtwertung                                   |